# Andrena taraxaci
Andrena taraxaci Giraud, 1861 è un insetto apoideo della famiglia Andrenidae.

## Biologia
È una specie oligolettica che si nutre esclusivamente del nettare di specie dei generi Taraxacum e Tussilago (Asteraceae).

## Ecologia
Gli insetti del genere Andrena sono frequentemente chiamati in causa quali insetti impollinatori di orchidee del genere Ophrys. Tale relazione è legata a una somiglianza chimica tra le secrezioni cefaliche di questi insetti e alcune sostanze volatili prodotte dalle specie del genere Ophrys .
In particolare Andrena taraxaci è stata segnalata quale possibile insetto impollinatore di Ophrys lutea minor.